# Dark Polo Gang - La serie
Dark Polo Gang - La serie è una docu-serie televisiva italiana del 2018 diretta da Carlo Lavagna e Tommaso Bertani.
La serie racconta la vita quotidiana e i retroscena sul lavoro dei quattro rapper del gruppo trap Dark Polo Gang. È uscita in anteprima il 5 maggio 2018 su TIMvision ed è stata distribuita sulla piattaforma Netflix il 14 agosto 2020.

## Episodi
| Stagione | Episodi | Pubblicazione Italia |
| -------- | ------- | -------------------- |
| 1        | 12      | 2018                 |

## Accoglienza

### Critica
La serie è stata recensita negativamente dalla critica.